# Delitschia vulgaris
Delitschia vulgaris är en svampart som tillhör divisionen sporsäcksvampar, och som beskrevs av Griffiths. Delitschia vulgaris ingår i släktet Delitschia, och familjen Delitschiaceae. Arten är reproducerande i Sverige.